# Can Segrera
Can Segrera – miejscowość w Hiszpanii, w Katalonii, w prowincji Barcelona, w comarce Maresme, w gminie Arenys de Munt.
Według danych INE z 2005 roku miejscowość zamieszkiwało 21 osób.